# Ahmed Fouad Hassan
Ahmed Fouad Hassan (del árabe: Ahmad Fuad Hassan ‘أحمد فؤاد حسن’), El Cairo, Egipto, (12 de junio de 1928 - 10 de marzo de 1993). Fue un músico de Qanun, compositor, y director de orquesta egipcio famoso por ser el director de la orquesta llamada, "La orquesta de los diamantes" (del árabe: Al Firqat Al Masiati ‘الفرقة الماسية’), la cual acompañó a los afamados cantantes Abdel Halim Hafez, Farid Al Atrash, Warda al-Jazairia, Fayza Ahmed y Mohammed Abdo, en sus presentaciones en teatros y festivales, además de ser la orquesta de estudio de muchas grabaciones de los más afamados intérpretes de música árabe de la época. Su agrupación musical, es recordada por ser una de las mejores orquesta del mundo árabe junto con la orquesta de la afamada cantante Umm Kalzum, durante mediados del siglo XX. En su vida personal, estuvo casado con la reconocida bailarina de Raqs Sharqui, Nagwa Fouad.

## Biografía
Ahmed Fouad Hassan, nació en El Cairo, Egipto, en el año 1928, quedando huérfano de padre a edad temprana, su crianza y formación educativa estuvo a cargo de su abuelo. A la edad de 8 años, Ahmed Fouad, se vio afectado por la difteria por lo que estuvo convaleciente en cama por mucho tiempo, siendo su única compañía la radio, la que despertó su gusto por la música y su admiración por el cantante Mohammed Abdel Wahab.
En el año 1941, Ahmed Fouad, decide inscribirse en el "instituto de música árabe del Cairo, Fouad-I", en donde estudió teoría musical e interpretación instrumental de Qanun, obteniendo su título en el año 1948. En el año 1952 cursa sus estudios en el "instituto superior de música teatral del Cairo" donde conoce al joven Ismail Shabana, quien fuera el hermano mayor del futuro cantante Abdel Halim Hafez, al que acompañaría musicalmente en el futuro.
Debido a su reconocimiento académico, Ahmad Fouad Hassan, no demoró en iniciar su carrera profesional a gran escala. Uno de sus primeros trabajos fue en una grabación de un himno patriótico para el cantante Mohammad Abdel Wahab en el año 1953. Luego sería convocado por el cantante Farid Al Atrash en algunas presentaciones en festivales por lo que le solicitó que formara una orquesta para él. Así fue que Ahmad Fouad Hassan seleccionó a los jóvenes más notables y talentosos músicos del conservatorio para crear la famosa orquesta llamada "La orquesta de los diamantes" (del árabe: Al Firqat Al Masiati ‘الفرقة الماسية’). El nombre diamantes fue elegido debido a que sus integrantes eran muy jóvenes pero su conocimiento musical era valioso como un diamante.

### La orquesta de los Diamantes -Al Firqat Al Masiati
La orquesta de los diamantes, la agrupación que dirigía Ahmed Fouad Hassan, se destacó por ser una orquesta de músicos talentosos y jóvenes, los cuales poseían todos una formación musical académica con conocimientos sobre lectura de partituras, algo que por esos años era poco común en la música árabe, ya que los músicos memorizaban la música y sus rutinas, como fuera el caso de la orquesta de la cantante Umm Kalzum, la cual no utilizaba partituras.
Todo lo contrario sucedía con "La orquesta de los diamantes", ellos ejecutaban todos los temas leyendo la música a través de partituras, esto les permitió trabajar con varios artistas al mismo tiempo y con el más diverso repertorio sin necesidad de tener que memorizar todas las obras musicales.
Algunos de los referentes más representativos de "la orquesta de los diamantes" (del árabe: Al Firqat Al Masiati ‘الفرقة الماسية’), eran: Ahmed Fouad Hassan, director (Qanun), Mahmoud Effat (Nay), Maged El Hoseini (Órgano electrónico y Moog), Omar Khorshid (Guitarra eléctrica), Jalal Faudat (2.ª Guitarra eléctrica), Hanni Mehanna (Órgano electrónico), Mukhtar Al Sayed (Acordeón), Hassan Anwar (Riq), Samir Sourur (Saxofón), Mahmoud Hamoudah (Tablah). Además, compartirían el primer violinista de la cantante Umm Kalzum, Ahmad Al Hefnawi, junto con la sección de cuerdas.
Esta orquesta de notables, acompañó al cantante Abdel Halim Hafez, Farid Al Atrash, Warda al-Jazairia, Fayza Ahmed y Mohammed Abdo, entre muchos artistas más durante todas sus carreras. "La Orquesta de los diamantes", Se caracterizó, a diferencia de la orquesta tradicional de Umm Kalzum, en tener un espíritu innovador, abierto a nuevos sonidos dentro de la música árabe, siendo la preferida de la mayoría de los compositores más jóvenes de su época, como era el caso del compositor Baligh Hamdi. Sus innovaciones más reconocidas, y las que continúan hasta estos días en la mayoría de las orquestas árabes contemporáneas, fueron la incorporación de instrumentos electrónicos, como: Sintetizadores, Órganos, guitarra eléctrica. También se incorporó, Saxofón, Batería y demás instrumentos de percusión. Todo ese despliegue musical se puede apreciar en la canción Qariat el Fengan del cantante Abdel Halim Hafez, compuesta por Mohammed Al Mougui con letra del poeta Nizar Qabbani. La agrupación dirigida por Ahmed Fouad, estuvo activa desde mediados de 1950 hasta mediados de la década de 1990 posterior a su muerte.

### Ámbito académico
En 1960, Ahmed Fouad fue profesor del instituto superior de música, donde formó a grandes profesionales de Egipto. En 1979 fue elegido presidente del sindicato de músicos de Egipto. Además, ocupó el cargo de Vicepresidente de la Sociedad de Autores, Compositores y Editores. Fue miembro del Consejo Supremo de Cultura y del Comité de Música del Consejo Supremo de Artes y Letras. También se desempeñó como rector del departamento de composición y dirección musical del Conservatorio Superior de Música, así como en el Instituto Superior de Cine. Supervisó la unidad de composición musical en el edificio central de las unidades educativas de la Academia de las Artes, y fue elegido presidente del sindicato de los trabajadores musicales en dos períodos, 1979 y 1984.

### Vida personal y final de carrera
Ahmed Fouad Hassanm estuvo casado con la bailarina Nagwa Fouad de la que luego se divorciaría. Sus últimos trabajos fueron con el cantante Mohammad Abdel Wahab en el año 1988 grabando su último disco de estudio en la canción Men Gheir Leh , y durante la década de 1990 junto con la cantante Warda. El 10 de marzo de 1993, Ahmed Fouad Hassan falleció a los 65 años.

## Filmografía
Como compositor de bandas musicales para 38 películas en cine.
- Nights of Love
  - 1955 - Película
- Fata Ahlamy
  - 1957 - Película
- Al-Set Nawa'em
  - 1957 - Película
- Rahmat min alsama'
  - 1958 - Película
- Habib Hayati
  - 1958 - Película
- Ayami Al Saaeda
  - 1958 - Película
- Almuealama
  - 1958 - Película
- 'Ahbak ya hasan
  - 1958 - Película
- Mufatish Al-Mabahith
  - 1959 - Película
- Sera' Fe El-Nile
  - 1959 - Película
- El Ataba El Khadra
  - 1959 - Película
- Al-Ragol Al-Thani
  - 1959 - Película
- Albulis alsiriyu
  - 1959 - Película
- Ehna Al-Tlamzaa
  - 1959 - Película
- Gharam fel Seerk
  - 1960 - Película
- Sae'dat Al-Rigal
  - 1960 - Película
- Serr Emra'a
  - 1960 - Película
- Zawga min elsharea
  - 1960 - Película
- My Darling's Anklet
  - 1960 - Película
- Eshaet Hob
  - 1960 - Película
- Haa P3
  - 1961 - Película
- Zoug Lel Igar
  - 1961 - Película
- Hayati hi althaman
  - 1961 - Película
- Hayah Wi Amal
  - 1961 - Película
- Lilregal Faqat
  - 1964 - Película
- Almughamarat alkubraa
  - 1964 - Película
- Driven from Paradise
  - 1965 - Película
- Al-moshaghiboun
  - 1965 - Película
- Life is Sweet
  - 1966 - Película
- Summer Vacation
  - 1966 - Película
- Al-Telmeetha Wi Al-Ustath
  - 1968 - Película
- A Very Jealous Wife
  - 1969 - Película
- Last Night of Love
  - 1972 - Película
- Sawt el hobb
  - 1973 - Película
- Al-Karawan Loh Shafayef
  - 1976 - Película
- Sulitanat alturb
  - 1978 - Película
- Al-A'shiqa
  - 1980 - Película
- Min yutafiy alnaar
  - 1982 - Película

## Reconocimientos y distinciones
- Medalla de Ciencia y Artes, primera clase, 1967.
- Certificado de reconocimiento de la Academia de las Artes en 1987.[1]